# Burt Munro
Herbert James Munro (25 de Março de 1899 – 6 de Janeiro de 1978), conhecido como Burt Munro, foi notório motociclista da Nova Zelândia. Famoso por bater o recorde mundial até 1000 cm3 de cilindrada, em 320 km/h(200mph), em Bonneville Speedway, no dia 26 de agosto de 1967; recorde que se mantém até os dias atuais  , continua nos dias de hoje a ser recordado com apreço e com uma aura de herói dos primórdios do motociclismo de velocidade/competição. Adjetivos bem merecidos pela sua personalidade, companheirismo, perseverança e espírito de aventura, qualidades tão perseguidas e almejados pelos verdadeiros motociclistas dos dias de hoje. A sua memória estará sempre bem presente em todos aqueles que amam as motocicletas e o motociclismo.

## Recordes de velocidade

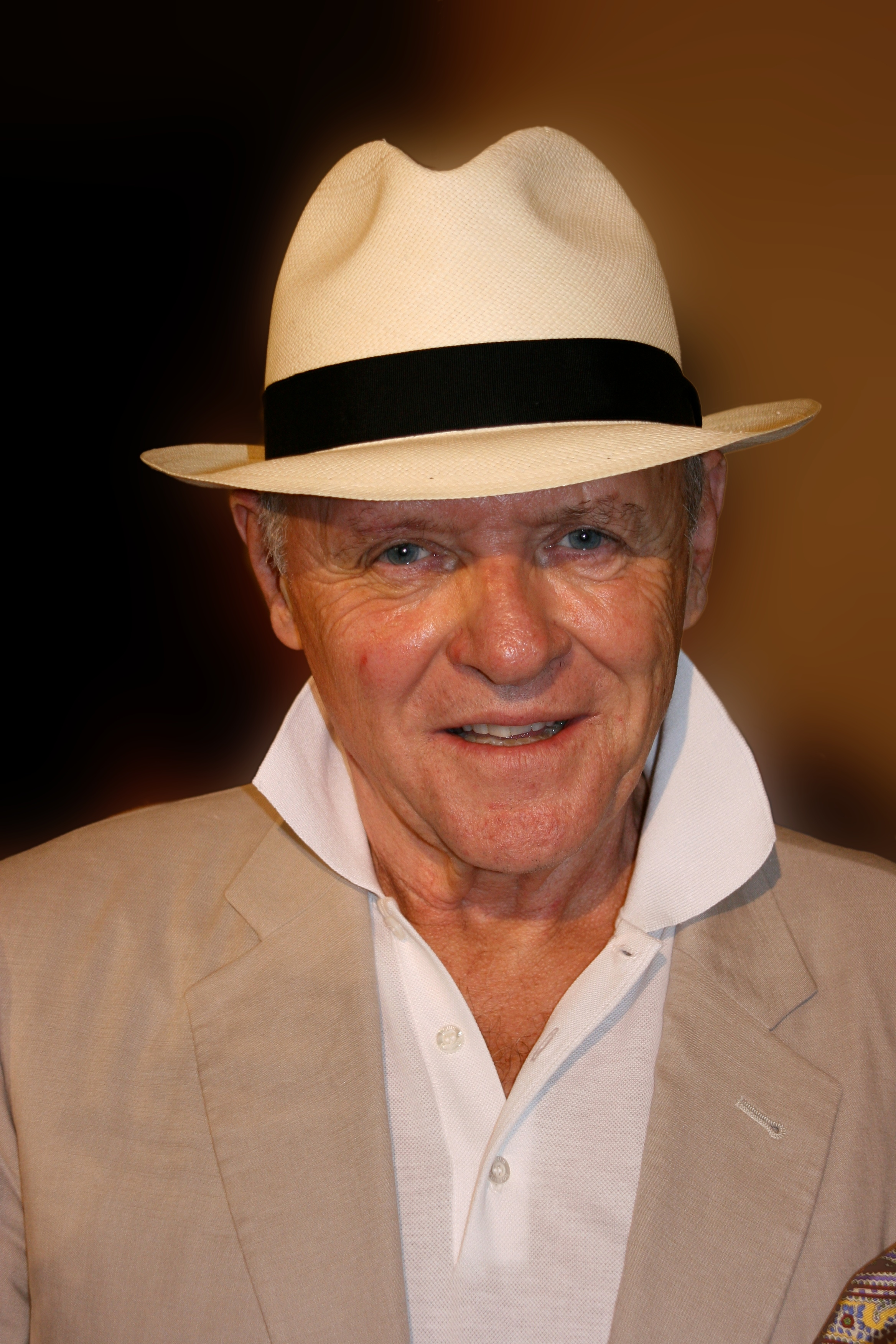
O ator galês Anthony Hopkins interpretou Munro em The World's Fastest Indian.

Trabalhando na sua casa na cidade de Invercargill durante 20 anos para modificar completamente uma motocicleta Indian de 1920, Munro estabeleceu o seu primeiro recorde de velocidade na Nova Zelândia em 1938 e com o decorrer dos anos mais sete recordes.
Viajou para os E.U.A. para competir nas planícies de sal de Bonneville, tentando bater o recorde mundial de velocidade. Durante as suas dez visitas às planícies de sal, bateu três recordes de velocidade, um deles permanece ainda hoje. Burt Faleceu em 1978.

### Recordes
Em 1962 estabeleceu um recorde mundial de 288 km/h (178,97 mph) com o motor de 850cc.
Em 1966 estabeleceu um recorde mundial de 270.476 km/h (168.066 mph)
Em 1967 correu com o motor de 950cc e estabeleceu o recorde de 295.44 km/h (183,59 mph). Para se qualificar fez um percurso em sentido único de 305.89 km/h (190,07 mph), a maior velocidade oficial cronometrada a uma motocicleta Indian.
O registo não oficial da velocidade é 331 km/h (205,67 mph).
Em 2006 foi incluído no Motorcycle Hall of Fame.

## Cinema
Em 2005 foi lançado um filme sobre a história do seu recorde. Intitulado The World's Fastest Indian, onde Munro foi interpretado por Anthony Hopkins.